# Edward Douglas-Scott-Montagu

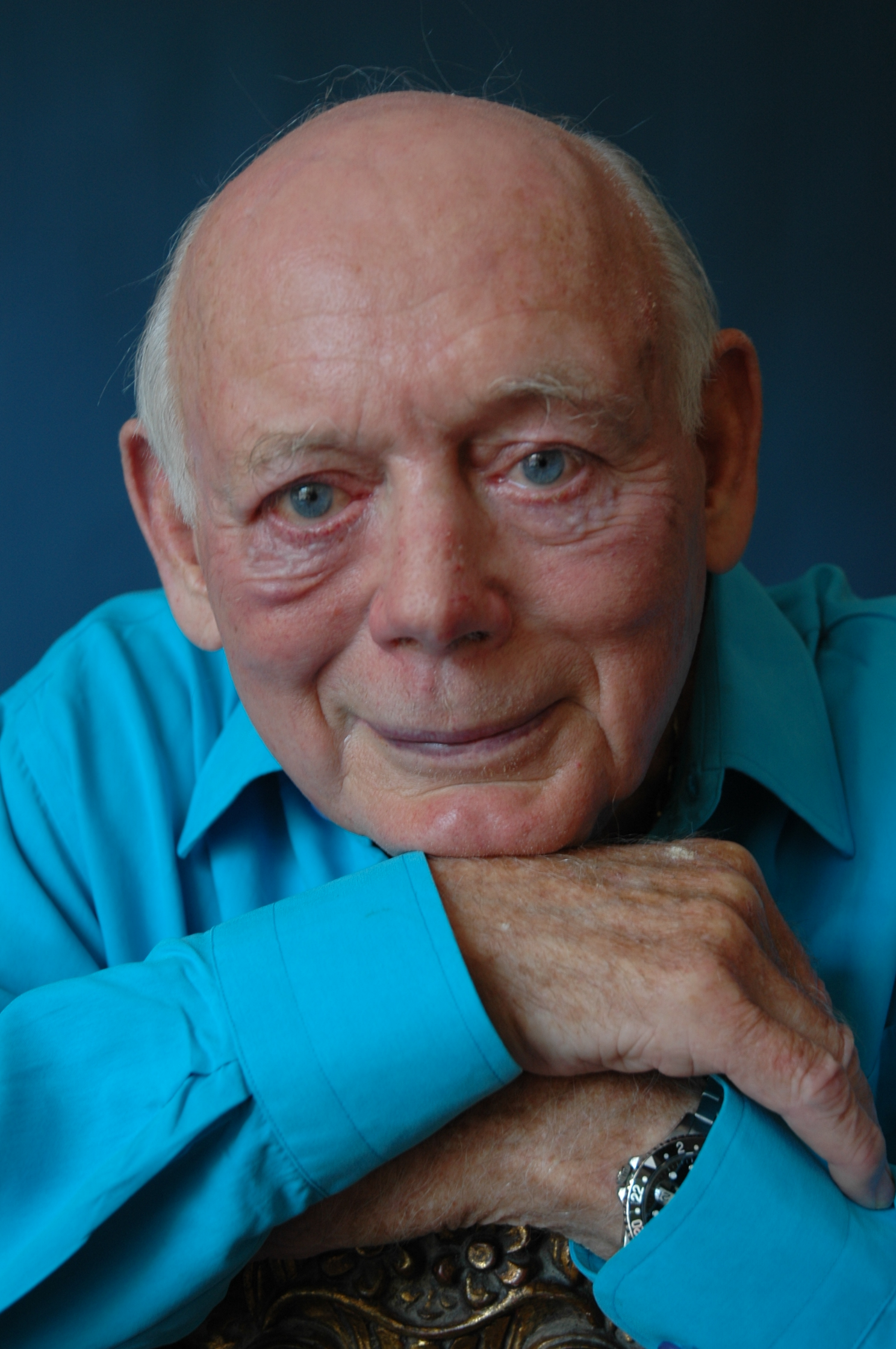
Lord Montagu, 27 marca 2007

Edward John Barrington Douglas-Scott-Montagu (ur. 20 października 1926 w Londynie, zm. 31 sierpnia 2015) – brytyjski polityk i arystokrata, najstarszy syn Johna Douglasa-Scotta-Montagu, 2. barona Montagu of Beaulieu, i Alice Pearl Crake, córki majora Edwarda Crake'a. Tytuł barona odziedziczył w wieku zaledwie 3 lat, kiedy jego ojciec zginął w wypadku.

## Życiorys
Uczył się w St. Peter's Court School i Ridley College w Kanadzie, w Eton College oraz w oksfordzkim New College. Służbę wojskową odbył w Grenadier Guards, w Palestynie przed wygaśnięciem brytyjskiego mandatu dla tych terenów.
Po osiągnięciu pełnoletniości w 1944 zajął miejsce w Izbie Lordów, przysługujące mu jako parowi Zjednoczonego Królestwa. Zajmował się głównie sprawami palestyńskimi. Po reformie Izby w 1999 pozostawał w niej jako jeden z parów dziedzicznych.
W 1954 baron został uwięziony na 12 miesięcy za stosunki homoseksualne z Michaelem Pitt-Riversem i Peterem Wildebloodem. Sprawa stała się jednym z powodów przygotowania Raportu Wolfendena, który przyczynił się do depenalizacji homoseksualizmu w Wielkiej Brytanii.
Montagu interesował się historią motoryzacji. Pasja ta doprowadziła do otwarcia National Motor Museum w jego posiadłości w Beaulieu (Hampshire) w 1952. W 1956 założył pismo The Veteran and Vintage Magazine. W 2001 nakładem wydawnictwa Weidenfeld&Nicholson ukazała się jego książka Wheels Within Wheels.
Baron Montagu był przewodniczącym Historic Houses Association (1973–1978) i English Heritage (1984–1992).

### Rodzina
Montagu żenił się dwa razy. 11 kwietnia 1959 ożenił się z Elisabeth Belindą Crossley (ur. 11 stycznia 1932), córką kapitana Johna de Bathe Crossleya i Sybelle Drummond, córki Cyrila Drummonda. Para doczekała się syna i córki: Ralpha Douglas-Scott-Montagu (ur. 13 marca 1961), dziedzic tytułu barona Montagu of Beaulieu oraz Mary Douglas-Scott-Montagu (ur. 1964), żona Ruperta Scotta, nie ma dzieci. Pierwsze małżeństwo barona zakończyło się rozwodem w 1974. W tym samym roku poślubił on Fionę Herbert i miał z nią jednego syna, Jonathana Deane Douglas-Scott-Montagu (ur. 11 października 1975).